# Fijn grondzwelmos
Fijn grondzwelmos (Scytinium tenuissimum) is een korstmossoort uit de familie Collemataceae. Het leeft op steen en op de grond. Het leeft in symbiose met de alg Nostoc. Het komt voor tussen mossen op kalkrijke bodem in de kustduinen. 

## Determinatie

### Uiterlijke kenmerken
Het thallus is foliose. Lobben zijn 1–2 cm breed en vloeien samen en vormen zo een kussen. De apotheciën zijn lichtbruin, donkerbruin tot zwart van kleur, concaaf tot vlakke rand en hebben een diameter van 0,1–0,8 mm. 

### Microscopische kenmerken
Het hymenium is onderaan dun geel tot bruin bovenaan en heeft een hoogte van 105–180 µm. De parafysen zijn onvertakt. Het onderhymenium is lichtgrijs van kleur en heeft een dikte van 25–35 µm. De ascus bevat acht sporen. De ascosporen zijn hyaliene, submuriform tot muriform, 3–7-septaat transversaal, 0–2-septaat longitudinaal, ellipsoïde tot subfusiform en hebben een grootte van 17–37 × 9–14 µm.

## Verspreiding
Het verspreidingsgebied van fijn grondzwelmos strekt zich uit over Europa, Azië en Noord-Amerika, vooral in arctische gebieden. In Nederland komt fijn grondzwelmos niet meer voor en staat op de Nederlandse Rode Lijst in categorie 'verdwenen'.